# Reloj de distancia Vickers

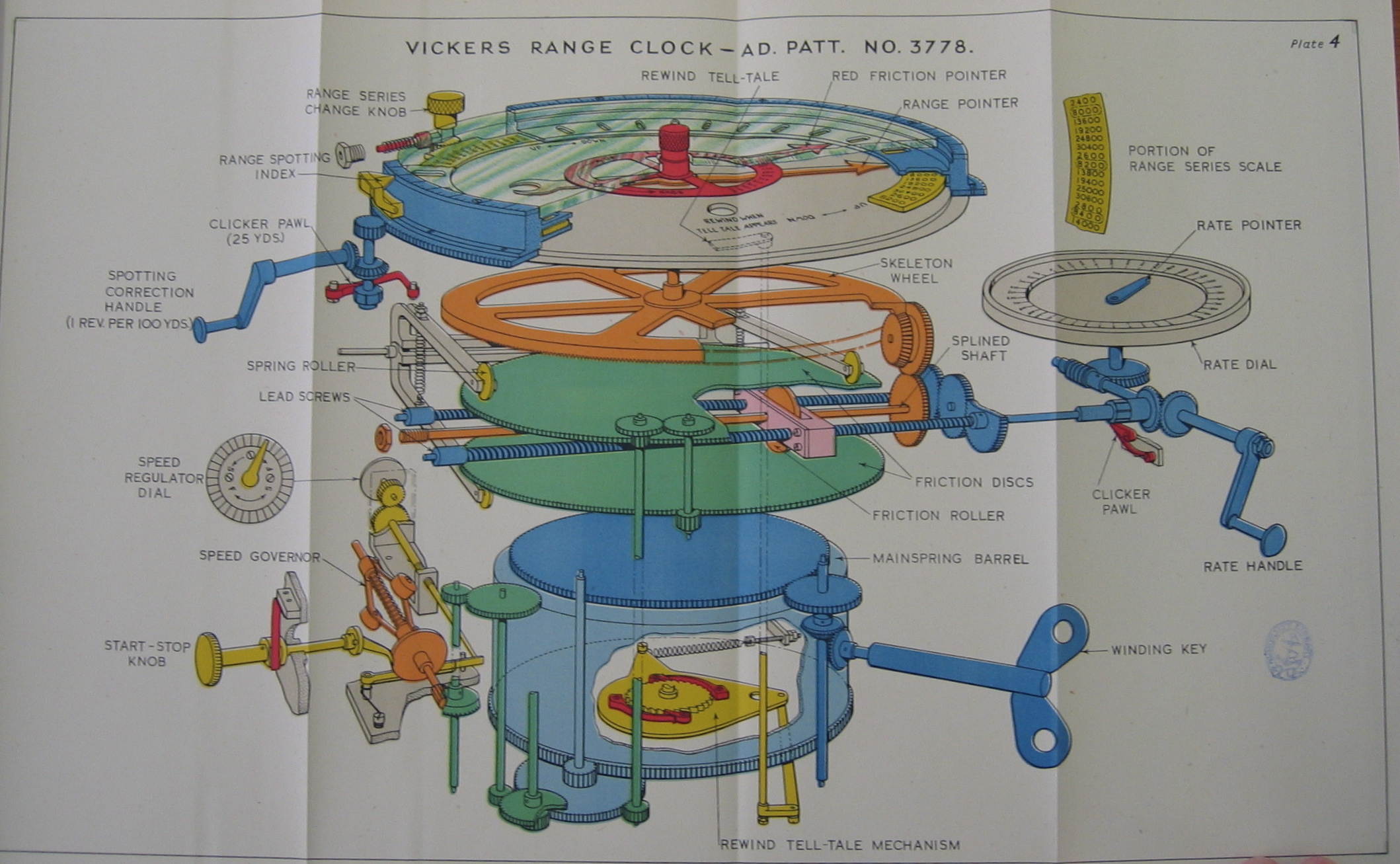
Reloj de distancia Vickers

El Reloj de distancia de Vickers (Vickers Range Clock) era un dispositivo de relojería utilizado por la Royal Navy para calcular continuamente la distancia a una nave enemiga.

## Descripción general
En 1903, Percy Scott, oficial de la armada británica, informó de un dispositivo que él había inventado y que era similar al reloj de Vickers. En abril de 1904, Vickers y Scott trabajaron juntos y patentaron el dispositivo, muestras de las cuales estuvieron disponibles para ser probadas en 1905. En 1906, la Royal Navy ordenó 246 unidades para ser empleadas en sus buques. Para poder efectuar el seguimiento de múltiples blancos había que instalar más de uno en algunas naves.
El dispositivo consistía en un dial circular con un solo puntero giratorio central, como un reloj. El dial estaba grabado con las distancias en yardas. El motor del mecanismo de relojería giraba el puntero a una razón constante determinada por un control en el lado derecho del dispositivo. Este tenía una manilla y su propio dial, en el que la razón de cambio de la distancia podía ser seleccionada. Esta se calculaba por otros medios, a menudo mediante el uso de un Dumaresq o un plotting de tiempo y distancia. Una segunda manilla giratoria estaba colocada en el lado izquierdo del reloj. Esto se conectaba mediante engranajes a la placa de marcación, que en lugar de ser fijada como en un reloj, podía ser girada. Una vuelta de la manilla giraba la escala 100 yardas (91 m) con respecto al puntero. Por lo tanto, el reloj podía ser puesto en el distancia inicial a un buque, o se podían hacer correcciones para actualizar la lectura sin afectar al mecanismo.
La distancia que indicaba el dial era la distancia que se pasaba a los artilleros para disparar, y como tal incluía las correcciones requeridas por el tiempo de vuelo, viento, etc., en lugar de ser un registro instantáneo de la distancia verdadera al enemigo. Hacia 1913, se había añadido un segundo puntero rojo al puntero original negro, unidos por un agarre de fricción, que podía ser ajustado con respecto al original, de modo que uno indicaba la distancia verdadera y el otro la distancia corregida al blanco.
Una vez que se disparaban algunos tiros, los observadores informaban la caída de las granadas (lo cual podía ser observado debido a las grandes trombas de agua que se elevaban donde estas caían en el mar) y la distancia era corregida hacia arriba, más, o hacia abajo, menos, dependiendo de si las granadas caían cortas, largas o sobre el enemigo. Inicialmente la distancia inicial era obtenida empleando telémetros ópticos.
El dial tenía tres escalas separadas que indicaban 2.000-6.000 yd (1.800-5.500 m), 6.000-10.000 yd (5.500-9.100 m) y 10.000-14.000 yd (9.100-12.800 m) en pasos de 100 yardas, con subdivisiones marcadas cada 25 yd (23 m). La manilla para ajustar el dial se añadió desde 1908; anteriormente, la posición inicial del dial tenía que ajustarse girándola directamente. Los modelos iniciales tenían el dial de ajuste de velocidad calibrado tanto en nudos como en "segundos por cada 50 yardas". Esto fue modificado en 1909 a yardas por minuto, que fue la medida estandarizada que se utilizó en otros equipos diseñados para trabajar con el reloj.
Un aspecto importante del reloj de distancia Vickers, así como de otros aparatos que utilizaban una rueda en el disco para el motor de velocidad variable, como el reloj eléctrico utilizado en el Sistema de Control de Fuego de Dreyer, era que sólo podía generar distancias de acuerdo a una razón de cambio en distancia constante. En la mayoría de los escenarios de combate, la razón de cambio en distancia varía continuamente. En tales casos, los operadores del reloj cambiaban permanentemente la razón de cambio en pequeños incrementos según lo sugerían las condiciones existentes.

## Mecanismo
La velocidad variable se obtuvo utilizando un disco de metal giratorio que accionaba una rueda de goma que descansaba sobre ella. La posición de la rueda podía ser movida dentro y fuera a lo largo del radio del disco, de modo que la rueda giraba a velocidades diferentes (más rápido más hacia fuera). Los errores de operación ocurrían al ajustar la rueda, ya que esta tendía a deslizarse cuando era arrastrada a través de la cara del disco giratorio mientras era ajustada. La solución adoptada fue ajustar la velocidad rápidamente y en montos pequeños, aceptando que los rangos generados se desviarían moderadamente de las curvas hiperbólicas continuas en uso. En 1909, se hicieron modificaciones en el mecanismo del reloj para mejorar la fiabilidad de la velocidad y aumentar la potencia del accionamiento.
Una pequeña abertura en el dial mostraba visualmente cuando el resorte del reloj requería más cuerda.